# ガデュリン
『ガデュリン』（Gdleen）は、羅門祐人による小説及びメディアミックス作品。1990年にOVA化。1991年にゲーム化。スーパーファミコンで最初に発売された和製RPG。
ゲームは東宝の同名ビデオアニメを原作として作られており、登場する主人公やヒロインなど、キャラクターの基本設定などはビデオアニメに準ずる形で作られている。今までファミコンでは中々難しかった、アニメーション処理を使いながら演出を盛り立てている。

## 登場人物
声はOVA版準拠。
リュウ
声：難波圭一
地球人のサラリーマン。乗っていた宇宙船がガデュリンに不時着したことがきっかけで、ファナと出会った。
MOS
声：富山敬
リュウの上司であるコンピュータ。
ファナ
声：原えりこ
リュウがガデュリンで出会った、エウラドーナ人の少女。
カロン
声：柴田秀勝
ガヴァナー
声：永井一郎
ドラン
声：二又一成
キャサリン
声：林原めぐみ
ナレーション
声：川島千代子

## 用語
ガヴァナー
ガデュリン全土で信じられている、神々の主神。
自航惑星ガデュリン
かつてガヴァナーのリゾート用に作られた惑星。
エウラドーナ人

## 既刊一覧
- 羅門祐人（著）・米田仁士（イラスト）、角川書店→アスペクト〈角川スニーカー文庫→ログアウト冒険文庫〉、全8巻
  - 『自航惑星ガデュリン 神々の巫女たち（1）』1989年9月8日発売[4]、ISBN 4-04-411201-0
  - 『自航惑星ガデュリン リューンの伝説（2）』1989年11月8日発売[5]、ISBN 4-04-411202-9
  - 『自航惑星ガデュリン ガデュリン計画（3）』1990年1月10日発売[6]、ISBN 4-04-411203-7
  - 『ガデュリン＜愛・放浪編＞ 熱き風の乙女（1）』1990年10月9日発売[7]、ISBN 4-04-411204-5
  - 『ガデュリン＜愛・放浪編＞ 紅の戦士たち（2）』1990年12月3日発売[8]、ISBN 4-04-411205-3
  - 『ガデュリン＜愛・放浪編＞ 運命の聖兄妹（3）』1991年5月28日発売[9]、ISBN 4-04-411206-1
  - 『ガデュリン＜愛・放浪編＞ 太陽の娘（4）』1991年11月28日発売[10]、ISBN 4-04-411207-X
  - 『ガデュリン辺境編 覇王の拳』1994年3月発行、ISBN 4-89366-162-0

## 関連メディア

### CD
- ガデュリン外伝 生命の泉 サウンドトラック
- ALL SOUNDS OF ガデュリン
- ガデュリン全曲集

### OVA
東宝からVHS版が1990年3月1日にリリースされた。
スタッフ
- 原作：山口祐平[1]
- 監督：加戸誉夫[1]、芦田豊雄[1]
- 脚本：島田満[1]
- 絵コンテ：西久保瑞穂
- アニメーションキャラクター：富永真理、近永健一
- ゲストメカキャラクター：加藤直之[1]
- 作画監督：近永健一[1]、富永真理[1]
- 美術監督：新井寅雄
- 撮影監督：白井敏雄
- 音楽：加藤みちあき
- 制作：セタ、葦プロダクション

### ゲーム
本作を題材としたスーパーファミコン用ロールプレイングゲームソフト『ガデュリン』は、1991年5月28日にセタから発売された。
同作は、惑星ガデュリンに不時着したリュウが地球に帰る方法を求める内容であり『 ディガンの魔石』と同じ世界観を有する。
また、同作は移植作品を除きスーパーファミコンで最初に発売されたRPGでもある。
同作の戦闘システムは独特であり、攻撃してきた敵に反撃する「ゆうげき」や敵と交渉し仲間にさせる「そうだん」に加え、逃走用のコマンドが3種類もある。
同作のBGMは大山曜が制作したMIDIデータをもとに崎元仁がスーパーファミコン向けにアレンジするという方法が取られた。大山は2020年のインタビューの中で後になって崎元本人からデータ化を担当したことを知らされたと振り返っている。
また、楽曲の半分は『ディガンの魔石』からのリメイクであり、大山はこのことについて「[『ティガンの魔石』と関連付けてほしいという発注は]確かあったと思います。スーパーファミコンで出すにあたって足りない部分を補った感じだったのかなと。仕様が変わって作り替えた部分もあるかもしれません。発注の流れは同じでしたね。」と推測している。
1991年には同作のサウンドトラック「ガデュリン全曲集」が発売され、2020年11月4日には未発表曲を収録した復刻版が発売された。

## 評価

### ゲーム版に対する評価
株式会社QBQが編集したムック『懐かしスーパーファミコン　パーフェクトガイド』では、ダンジョンの広さや戦闘時間の長さに加え、雑魚キャラに瞬殺されたかと思ったら逆にプレイヤーがラスボスを瞬殺するといったゲームバランスの不安定さが指摘されている。
4Gamer.netの風のイオナはアルバム「ガデュリン全曲集」（復刻版）のレビュー記事の中で、同作の音楽の完成度の高さを評価し、「悠久の時の流れ～オープニング」にはもの悲しさと神秘性を感じられると評価した。